# Харрисон, Джессика
Джессика Харрисон (англ. Jessica Harrison; род. 27 октября 1977, Шеффилд, Йоркшир и Хамбер) — французская триатлонистка английского происхождения, многократная чемпионка Франции по триатлону. Участница двух Олимпийских игр.

## Биография

### Ранние годы
Джессика Харриссон начала заниматься плаванием в 5 лет. Помимо этого она каталась на горном велосипеде с отцом, что в итоге привело её в триатлон в возрасте 11 лет.

### Профессиональная карьера
Джессика была включена в сборную Франции, которую тренировала Стефани Диназ-Гро. На Летних Олимпийских играх 2008 года в Пекине Джессика заняла 12-е место, а спустя четыре года стала участницей Лондонских игр
Харрисон и Кароль Пеон были основными претендентами на титул чемпиона Франции 2009 года на олимпийской дистанции. Тогда Пеон выиграла титул, заняв второе место после Харрисон, которая ещё не была натурализована . В этот раз спортсменки финишировали в том же порядке, а Харрисон выиграла первый титул.
Джессика Харрисон завершила свою карьеру в 36 лет после 32-го места на этапе Кубка мира в Лондоне.

### Участие в Олимпийском комитете Франции
Наряду с профессиональной спортивной карьерой Джессика Харрисон является представителем триатлонистов в Международной федерации триатлона (ITU) и Европейской федерации триатлона (ETU). Она является членом Национальной комиссии спортсменов высокого уровня при Олимпийском комитете Франции, также Национальной спортивной комиссии FFTri.
В апреле 2018 года она была включена в Комиссию спортсменов, состоящую из восемнадцати человек под председательством Мартена Фуркада. Они будут работать над подготовкой к Олимпийским и Паралимпийским играм 2024 года.

### Личная жизнь
Джессика Харрисон состоит в отношениях с Кароль Пеон. В 2010 году она вместе с Пеон выступила с докладом для специализированного журнала Triathlète, посвященного гомосексуализму в спорте и, в частности, в триатлоне.
Она владеет продуктовой компанией «Mako».